# Fort Nya Göteborg

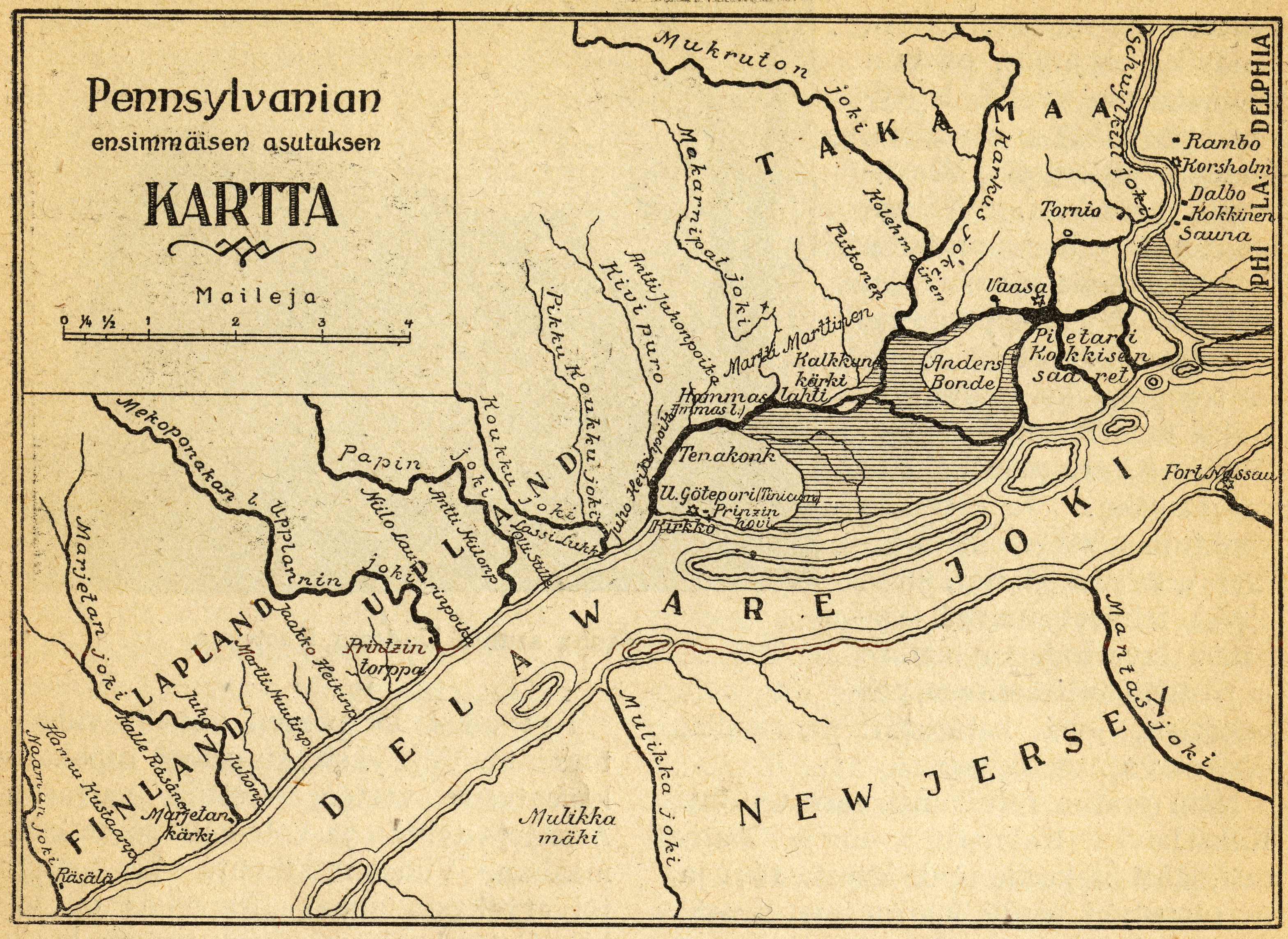
Lägeskarta för Fort Nya Göteborg.

Kolonin Nya Sverige.

Fort Nya Göteborg (engelska: Fort New Gothenburg) var en svensk bosättning i Nordamerika. Anläggningen grundades 1643 som den nya huvudorten i den svenska kolonin Nya Sverige och låg i den nuvarande amerikanska delstaten Pennsylvania. Bosättningen blev den första permanenta europeiska bosättningen i Pennsylvania 18 år före William Penn grundade delstaten. Idag är området ett National Historic Landmark.

## Geografi
Fort Nya Göteborg låg på sydöstra delen av Tinicumön i nuvarande kommunen Essington, direkt vid Delawarefloden (cirka 2 km väster om nuvarande Philadelphia International Airport).
Idag är området del i parken Governor Printz Park.

## Anläggningen
Från början bestod anläggningen endast av en försvarsanläggning (skans), senare utvidgades bebyggelsen och Fort Nya Göteborg syftar på hela området och alla dess byggnader.
Skansen uppfördes helt i trä i form av en fyrkant. Innanför fanns till en början 2 hus. Fler byggnader uppfördes eftervart utanför skansen och området växte till ett fort.
Idag återstår inget av fortets anläggningar förutom några rester av gården Printzhof.

## Historik
Skansen uppfördes våren 1643 under ledning av Johan Björnsson Printz samtidigt med Fort Nya Elfsborg. Fortet skulle ersätta Fort Christina några mil nedströms som huvudort för kolonin och skydda kolonin mot holländarna som bodde norrut i Nya Nederländerna. Fortet var från början befästning och bostad. Senare uppfördes även en kyrka, ett skeppsvarv, ett bryggeri, bostadshus, kvarnar och gården Printzhof vid fortet.
Kring 1644 flyttades nu huvudstaden till fortet men den 25 november 1645 förstördes hela anläggningen av en brand varpå anläggningen byggdes upp igen.
Åren 1643-1648 verkade Johannes Jonæ Campanius som garnisonspräst på fortet.
Efter att Printz återvände till Sverige 1653 förblev Printzgård i dotterns Armegard Printz och dennes make Johan Papegojas ägo. Huvudstaden flyttades åter till Fort Christina.
1937, 1976 och 1985 genomfördes mindre utgrävningar i området.
1938 grundades Governor Printz Park i samband med 300-årminnet av Nya Sveriges grundande. Parken invigdes officiellt den 29 juni 1939 i Prins Bertils närvaro.
Den 5 november 1961 utsågs området till National Historic Landmark.